# JobQ
JobQ Townは、キャリアや就職・転職に特化した匿名相談サービスメディアである。
2015年に創立され、2019年にパーソルキャリアの完全子会社化された株式会社ライボが運営をしている。

## 概要
『JobQ Town』は、キャリアや就職・転職に特化した匿名相談のプラットフォームである。株式会社ライボが2015年4月より運営している。
また、内閣府が設置した「地方創生SDGs官民連携プラットフォーム」に参画し、より働きやすい環境の実現に取り組んでいる。

## 沿革
- 2015年  4月JobQの運営を開始。[7]
- 2019年  4月JobQを運営する株式会社ライボ、パーソルキャリア株式会社の完全子会社化[8]
- 2021年  6月JobQの累計登録者数が25万人を超える[9]